# مونتروز (میشیگان)
مونتروز، میشیگان (به انگلیسی: Montrose, Michigan) یک شهر در ایالات متحده آمریکا با جمعیت ۱٬۶۵۷ نفر است که در میشیگان واقع شده‌است.

## موقعیت جغرافیایی
موقعیت جغرافیایی شهرها و مناطق اطراف به شرح زیر است: